# 마인크래프트의 음악
비디오 게임 《마인크래프트》의 음악은 활동명 C418으로 알려진 다니엘 로젠펠드가 대부분 작곡했다. 그 외에 7세대 비디오 게임 콘솔판에는 다운로드 가능 컨텐츠로 받을 수 있는 가레스 코커가 작곡한 곡 12개, 레나 레인이 추가로 작곡한 곡 4개가 있다. 《마인크래프트》 사운드트랙 대부분은 잔잔한 앰비언트 음악인 것이 특징이다.
《마인크래프트》의 음악은 게임 출시 이래 꾸준히 평론가들로부터 호평을 받았다. 비디오 게임 블로그 코타쿠에선 2011년 최고의 비디오 게임 사운드트랙으로 선정했다.
《마인크래프트》 사운드트랙은 두 장의 디지털 사운드트랙 음반 〈마인크래프트 – 볼륨 알파 (2011)〉와 〈마인크래프트 – 볼륨 베타 (2013)〉로 발매됐다. 두 앨범은 게임 내 음악들은 믈론 트레일러에 사용됐거나 최종 게임에 들어가지 못한 미수록 곡들도 포함됐다. 2015년에 로젠펠드는 추가로 음반을 발매할 것을 예고한 바 있다.

## 출시

### 〈마인크래프트 – 볼륨 알파〉
2011년 3월 4일, C418는 《마인크래프트》 첫 번째 사운드트랙 앨범이자 그의 여덟 번째 앨범인 〈마인크래프트 – 볼륨 알파〉을 출시했다. 해당 앨범은 게임 내에 사용된 음악들 대부분은 물론 트레일러 전용 음악과 최종 게임에서 빠진 미사용곡도 수록했다. 음반에 수록된 음악에 대해 로젠펠드는 다음과 같은 의견을 밝혔다.
| “ | 내 생각에는 아마 플레이어들은 이미 게임에 있는 음악을 사는 것에 관심이 없을 것이라 생각하기 때문에 게임 내 음악 외에 다른 것들도 추가하고 싶다. 그래서 자기 완결성을 지닌 음반으로 확장하는 것이 그저 게임 사운드 파일을 복사해 앨범에 붙여넣는 것보다 낫다고 느꼈다. | ” |

| #   | 제목                       | 재생 시간 |
| --- | -------------------------- | --------- |
| 1.  | 〈Key〉                    | 1:05      |
| 2.  | 〈Door〉                   | 1:51      |
| 3.  | 〈Subwoofer Lullaby〉      | 3:28      |
| 4.  | 〈Death〉                  | 0:41      |
| 5.  | 〈Living Mice〉            | 2:57      |
| 6.  | 〈Moog City〉              | 2:40      |
| 7.  | 〈Haggstorm〉              | 3:24      |
| 8.  | 〈Minecraft〉              | 4:14      |
| 9.  | 〈Oxygène〉                | 1:05      |
| 10. | 〈Équinoxe〉               | 1:54      |
| 11. | 〈Mice on Venus〉          | 4:41      |
| 12. | 〈Dry Hands〉              | 1:08      |
| 13. | 〈Wet Hands〉              | 1:30      |
| 14. | 〈Clark〉                  | 3:11      |
| 15. | 〈Chris〉                  | 1:27      |
| 16. | 〈Thirteen〉               | 2:56      |
| 17. | 〈Excuse〉                 | 2:04      |
| 18. | 〈Sweden〉                 | 3:35      |
| 19. | 〈Cat〉                    | 3:06      |
| 20. | 〈Dog〉                    | 2:25      |
| 21. | 〈Danny〉                  | 4:14      |
| 22. | 〈Beginning〉              | 1:42      |
| 23. | 〈Droopy likes ricochet〉  | 1:36      |
| 24. | 〈Droopy likes your face〉 | 1:56      |

### 〈마인크래프트 – 볼륨 베타〉
2013년 11월 9일, C418는 《마인크래프트》 두 번째 사운드트랙 앨범이자 그의 열세 번째 앨범인 〈마인크래프트 – 볼륨 베타〉를 발매했다.
| #   | 제목                   | 재생 시간 |
| --- | ---------------------- | --------- |
| 1.  | 〈Ki〉                 | 1:32      |
| 2.  | 〈Alpha〉              | 10:03     |
| 3.  | 〈Dead Voxel〉         | 4:56      |
| 4.  | 〈Blind Spots〉        | 5:32      |
| 5.  | 〈Flake〉              | 2:50      |
| 6.  | 〈Moog City 2〉        | 3:00      |
| 7.  | 〈Concrete Halls〉     | 4:14      |
| 8.  | 〈Biome Fest〉         | 8:18      |
| 9.  | 〈Mutation〉           | 3:05      |
| 10. | 〈Haunt Muskie〉       | 6:01      |
| 11. | 〈Eleven〉             | 1:11      |
| 12. | 〈Floating Trees〉     | 4:04      |
| 13. | 〈Aria Math〉          | 5:10      |
| 14. | 〈Kyoto〉              | 4:09      |
| 15. | 〈Ballad of the Cats〉 | 4:35      |
| 16. | 〈Taswell〉            | 8:35      |
| 17. | 〈Beginning 2〉        | 2:56      |
| 18. | 〈Dreiton〉            | 8:17      |
| 19. | 〈The End〉            | 15:04     |
| 20. | 〈Chirp〉              | 3:06      |
| 21. | 〈Wait〉               | 3:54      |
| 22. | 〈Mellohi〉            | 1:38      |
| 23. | 〈Stal〉               | 2:32      |
| 24. | 〈Strad〉              | 3:08      |
| 25. | 〈Warmth〉             | 3:59      |
| 26. | 〈Ward〉               | 4:10      |
| 27. | 〈Mall〉               | 3:18      |
| 28. | 〈Blocks〉             | 5:43      |
| 29. | 〈Far〉                | 3:12      |
| 30. | 〈Intro〉              | 4:36      |